# Université de Jijel
L’université Mohamed Seddik Ben Yahia est une université située à Jijel, en Algérie. Elle est nommée en l’honneur de l’homme politique Mohamed Seddik Benyahia.
Elle est classée par le U.S. News & World Report au 106e rang du classement régional 2016 des universités arabes.

## Campus de l'université
L'université de Jijel est répartie sur deux sites : le pôle universitaire central de Jijel et le pôle universitaire de Tassoust.

## Facultés
L’université Mohamed Seddik Ben Yahia de Jijel est composée de sept facultés :
- Faculté de Technologie
- Faculté des Sciences de la Nature et de la Vie
- Faculté des Sciences Économiques, Commerciales et des Sciences de Gestion
- Faculté de Droit et des Sciences Politiques
- Faculté des Lettres et Langues
- Faculté des Sciences Exactes et Informatique
- Faculté des Sciences Humaines et Sociales